# 동문수 권1～10
동문수 권1∼10(東文粹 卷一∼十)은 충청북도 청주시 흥덕구 청주고인쇄박물관에 있는 조선시대(1488년)의 책이다. 2020년 3월 6일 충청북도의 유형문화재 제394호로 지정되었다.

## 지정 사유
신라 최치원으로부터 조선 초의 이승소에 이르기까지 역대 학자·문인들의 산문을 뽑아 엮은 책이다. 본래 성삼문 등 집현전 학자들이 만들었고 김종직(金宗直, 1431∼1492)이 당대의 글을 추가하여 만든 것이다.
이를 바탕으로 신종호(申從濩, 1456∼1497)가 조선 초기의 문장을 더 추가하여 1488년에 간행된 조선 초기 목판본으로 10권3책(권1∼3, 4∼7, 8∼10)의 완질본이다.

## 참고 문헌
- 동문수 권1～10 - 국가유산청 국가유산포털